# Koščake
Koščake so naselje v Občini Cerknica.